# 永珊
奉恩鎮國公永珊（1746年12月26日—1797年9月6日），貝子弘暻第三子，母妾王氏，其父為王桑額，誠郡王系第三代。
他在乾隆十一年十一月（1746年）出生，首先在乾隆三十三年（1768年）受封三等侍衛，後來在九年後的五月（1730年）接替去世的父親弘暻成為誠郡王第三代，但因為誠郡王並非世襲罔替的爵位，因此他的封爵只是奉恩鎮國公。
乾隆五十六年三月（1777年），他成為鑲藍旗蒙古副都統及滿洲副都統，兩年後清政府又授予正藍旗護軍統領的職務給他。
嘉慶二年七月（1797年）去世，虛齡五十二岁，由於長子綿宏及次子綿桂早卒，因此由三子綿策襲封誠郡王系第四代，不過也是遞降一級，為奉恩輔國公。